# It’s My Turn
It’s My Turn ist das Titellied aus dem gleichnamigen Film von Diana Ross aus dem Jahr 1980, das von Carole Bayer Sager (Text) und Michael Masser (Musik) geschrieben wurde. Es erschien im Album To Love Again.

## Geschichte
In der Handlung der Popballade gesteht die Protagonistin ein, dass sie sich nach der gewollten Trennung von einer schmerzhaften Beziehung nicht unterkriegen lassen wird und jetzt ihre Zeit gekommen ist, auf eigenen Füßen zu stehen und unabhängig zu sein.
Die Veröffentlichung fand am 29. September 1980 statt. Nach der Veröffentlichung diente der Song als Namensgeber für den Film It’s My Turn – Ich nenn'es Liebe mit Jill Clayburgh und Michael Douglas, der im selben Jahr herauskam.
In einer Episode von Girlfriends singt Monicas Mutter den Song.

## Chartplatzierungen
| ChartsChartplatzierungen       | Höchstplatzierung | Wochen |
| ------------------------------ | ----------------- | ------ |
| Vereinigte Staaten (Billboard) | 9 (21 Wo.)        | 21     |
| Vereinigtes Königreich (OCC)   | 16 (8 Wo.)        | 8      |

| ChartsJahrescharts (1981)      | Platzierung |
| ------------------------------ | ----------- |
| Vereinigte Staaten (Billboard) | 42          |

## Coverversionen
- 1981: Aretha Franklin
- 1999: Dionne Warwick
- 2003: Patti LaBelle